# 隐含狄利克雷分布
隐含狄利克雷分布（英語：Latent Dirichlet allocation，简称LDA），是一种主题模型，它可以将文档集中每篇文档的主题按照概率分布的形式给出。同时它是一种无监督学习算法，在训练时不需要手工标注的训练集，需要的仅仅是文档集以及指定主题的数量k即可。此外LDA的另一个优点则是，对于每一个主题均可找出一些词语来描述它。
LDA首先由 David M. Blei、吴恩达和迈克尔·I·乔丹于2003年提出，目前在文本挖掘领域包括文本主题识别、文本分类以及文本相似度计算方面都有应用。

## 数学模型

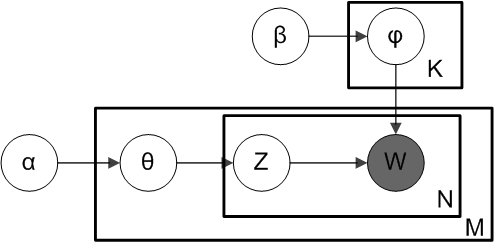
LDA贝斯网络结构

LDA是一种典型的词袋模型，即它认为一篇文档是由一组词构成的一个集合，词与词之间没有顺序以及先后的关系。一篇文档可以包含多个主题，文档中每一个词都由其中的一个主题生成。它以概率分佈的形式揭示每個文檔集的主題，以便在分析一些文檔以提取其主題分佈後，可以根據主題分佈進行主題聚類或使用文本分類。每個主題都用一個詞分佈表示。
另外，正如Beta分布是二项式分布的共轭先验概率分布，狄利克雷分布作为多项式分布的共轭先验概率分布。因此正如LDA贝斯网络结构中所描述的，在LDA模型中一篇文档生成的方式如下:
- 从狄利克雷分布{\displaystyle \alpha }中取样生成文档{\displaystyle i}的主题分布{\displaystyle \theta _{i}}
- 从主题的多项式分布{\displaystyle \theta _{i}}中取样生成文档{\displaystyle i}中第{\displaystyle j}个主题{\displaystyle z_{i,j}}
- 从狄利克雷分布{\displaystyle \beta }中取样生成主题{\displaystyle z_{i,j}}的词语分布{\displaystyle \phi _{z_{i,j}}}
- 从词语的多项式分布{\displaystyle \phi _{z_{i,j}}}中采样最终生成词语{\displaystyle w_{i,j}}

因此整个模型中所有可见变量以及隐藏变量的联合分布是
{\displaystyle p(w_{i},z_{i},\theta _{i},\Phi |\alpha ,\beta )=\prod _{j=1}^{N}p(\theta _{i}|\alpha )p(z_{i,j}|\theta _{i})p(\Phi |\beta )p(w_{i,j}|\phi _{z_{i,j}})}
最终一篇文档的单词分布的最大似然估计可以通过将上式的{\displaystyle \theta _{i}}以及{\displaystyle \Phi }进行积分和对{\displaystyle z_{i}}进行求和得到
{\displaystyle p(w_{i}|\alpha ,\beta )=\int _{\theta _{i}}\int _{\Phi }\sum _{z_{i}}p(w_{i},z_{i},\theta _{i},\Phi |\alpha ,\beta )}
根据{\displaystyle p(w_{i}|\alpha ,\beta )}的最大似然估计，最终可以通过吉布斯采样等方法估计出模型中的参数。

## 使用吉布斯采样估计LDA参数
在LDA最初提出的时候，人们使用EM算法进行求解，后来人们普遍开始使用较为简单的Gibbs Sampling，具体过程如下：
- 首先对所有文档中的所有词遍历一遍，为其都随机分配一个主题，即{\displaystyle z_{m,n}=k\sim Mult(1/K)}，其中m表示第m篇文档，n表示文档中的第n个词，k表示主题，K表示主题的总数，之后将对应的{\displaystyle n_{m}^{k}+1}，{\displaystyle n_{m}+1}，{\displaystyle n_{k}^{t}+1}，{\displaystyle n_{k}+1}，他们分别表示在m文档中k主题出现的次数，m文档中主题数量的和，k主题对应的t词的次数，k主题对应的总词数。
- 之后对下述操作进行重复迭代。
- 对所有文档中的所有词进行遍历，假如当前文档m的词t对应主题为k，则{\displaystyle n_{m}^{k}-1}，{\displaystyle n_{m}-1}，{\displaystyle n_{k}^{t}-1}，{\displaystyle n_{k}-1}，即先拿出当前词，之后根据LDA中topic sample的概率分布sample出新的主题，在对应的{\displaystyle n_{m}^{k}}，{\displaystyle n_{m}}，{\displaystyle n_{k}^{t}}，{\displaystyle n_{k}}上分别+1。

{\displaystyle p(z_{i}=k|z_{-i},w)}∝{\displaystyle (n_{k,-i}^{(t)}+\beta _{t})(n_{m,-i}^{(k)}+\alpha _{k})/(\sum _{t=1}^{V}n_{k,-i}^{(t)}+\beta _{t})}
- 迭代完成后输出主题-词参数矩阵φ和文档-主题矩阵θ

{\displaystyle \phi _{k,t}=(n_{k}^{(t)}+\beta _{t})/(n_{k}+\beta _{t})}
{\displaystyle \theta _{m,k}=(n_{m}^{(k)}+\alpha _{k})/(n_{m}+\alpha _{k})}